# Episodi di Dora (serie animata)
La prima stagione della serie televisiva Dora, composta da 26 episodi, va in onda negli Stati Uniti d'America e Italia dal 12 aprile 2024 su Paramount+.
| nº | Titolo originale                  | Titolo italiano                                     | Prima TV USA   | Prima TV Italia |
| -- | --------------------------------- | --------------------------------------------------- | -------------- | --------------- |
| 1  | Catch the Quickatoo               | Prendiamo lo scappagallo                            | 12 aprile 2024 | 12 aprile 2024  |
| 1  | Lost Lorito                       | Il pappagallino smarrito                            | 12 aprile 2024 | 12 aprile 2024  |
| 2  | Rainbow's Lost Colors             | I colori perduti dell'arcobaleno                    | 12 aprile 2024 | 12 aprile 2024  |
| 2  | Boots' Rubber Band Ball           | La palla di elastici di Boots                       | 12 aprile 2024 | 12 aprile 2024  |
| 3  | The Alebrije Adventure            | Avventura fra gli alebrije                          | 12 aprile 2024 | 12 aprile 2024  |
| 3  | Let's Get A Paleta!               | Prendiamo un popsicle!                              | 12 aprile 2024 | 12 aprile 2024  |
| 4  | Big Red Chicken Wake Up!          | Grande Pollo Rosso, svegliati!                      | 12 aprile 2024 | 12 aprile 2024  |
| 4  | The Mystery Gift                  | Il regalo misterioso                                | 12 aprile 2024 | 12 aprile 2024  |
| 5  | Friendaversary Adventure          | Un amiciversario avventuroso                        | 12 aprile 2024 | 12 aprile 2024  |
| 5  | Swiper's Birthday Surprise        | La sorpresa di compleanno di Swiper                 | 12 aprile 2024 | 12 aprile 2024  |
| 6  | The Little Axolotl                | Il piccolo Axolotl                                  | 12 aprile 2024 | 12 aprile 2024  |
| 6  | Bubble Trouble                    | Le bolle magiche                                    | 12 aprile 2024 | 12 aprile 2024  |
| 7  | Rainforest Ritmo                  | Rhythm della foresta pluviale                       | 12 aprile 2024 | 12 aprile 2024  |
| 7  | The Magic Nut                     | La ghianda magica                                   | 12 aprile 2024 | 12 aprile 2024  |
| 8  | Tiny Dancer                       | La piccola ballerina                                | 12 aprile 2024 | 12 aprile 2024  |
| 8  | The Sleepy Sun                    | Il sole assonnato                                   | 12 aprile 2024 | 12 aprile 2024  |
| 9  | Tres Leches Trouble               | Una torta nei guai                                  | 12 aprile 2024 | 12 aprile 2024  |
| 9  | Wizzle Wozzle Woo                 | Uno strano rumore                                   | 12 aprile 2024 | 12 aprile 2024  |
| 10 | Croc-A-Bye Baby / Wanna Empanada? | Tre piccoli coccodrilli / Il chiosco delle empanada | 12 aprile 2024 | 12 aprile 2024  |
| 10 | If the Boot Fits / Piñata Party   | Gli stivali di Boots / Festa con Pinata             | 12 aprile 2024 | 12 aprile 2024  |
| 11 | Tico and Bip Bip's Big Show       | Il grande show di Bip Bip                           | 12 aprile 2024 |                 |
| 11 | Wonky Wishing Wand                | Pazza bacchetta magica                              | 12 aprile 2024 |                 |
| 12 | A Guayabera For Tico              | Un Guayabera per Tico                               | 12 aprile 2024 |                 |
| 12 | Falling Estrellas                 | Stars cadenti                                       | 12 aprile 2024 |                 |
| 13 | Crabby Boots                      | Il granchietto e lo stivale                         | 12 aprile 2024 |                 |
| 13 | Papi's Picnic Party               | Il picnic di Daddy                                  | 12 aprile 2024 |                 |